# Napierville-Laprairie
Pour les articles homonymes, voir Napierville (homonymie) et La Prairie (homonymie).
Napierville-Laprairie est une ancienne circonscription électorale provinciale du Québec.

## Historique
Le district électoral de Napierville-Laprairie est créé de l'union de Napierville et de Laprairie en 1923 et existe jusqu'en 1973.

### Origine du nom
Napierville est une municipalité de village dans la municipalité régionale de comté de Les Jardins-de-Napierville au Québec (Canada), située dans la région administrative de la Montérégie. Elle est nommée en l'honneur de Napier Christie Burton, lieutenant général de l'armée britannique mort en 1835.
Ce sont les Jésuites qui occupèrent en premier le site actuel de La Prairie, site nommé Prairie de la Magdelaine et antérieurement appelé Saint-François-Xavier-des-Prés. Le terrain leur fut accordé par Jacques de La Ferté de la Compagnie des Cent-Associés en 1647. En 1845 est fondée la municipalité du village de Laprairie.

## Liste des députés
| Législature                                                   | Années    | Député          | Député                     | Parti           |
| ------------------------------------------------------------- | --------- | --------------- | -------------------------- | --------------- |
| Napierville-Laprairie Créée depuis Laprairie et Napierville   |           |                 |                            |                 |
| 16e                                                           | 1923–1927 |                 | Joseph-Euclide Charbonneau | Libéral         |
| 17e                                                           | 1927–1931 |                 | Joseph-Euclide Charbonneau | Libéral         |
| 18e                                                           | 1931–1935 |                 | Joseph-Euclide Charbonneau | Libéral         |
| 19e                                                           | 1935–1936 |                 | Joseph-Euclide Charbonneau | Libéral         |
| 20e                                                           | 1936–1939 |                 | Philippe Monette           | Union nationale |
| Dissoute dans Châteauguay-Laprairie et Saint-Jean—Napierville |           |                 |                            |                 |
| 22e                                                           | 1944–1948 |                 | Hercule Riendeau           | Union nationale |
| 23e                                                           | 1948–1952 |                 | Hercule Riendeau           | Union nationale |
| 24e                                                           | 1952–1956 |                 | Hercule Riendeau           | Union nationale |
| 25e                                                           | 1956–1960 |                 | Hercule Riendeau           | Union nationale |
| 26e                                                           | 1960–1962 |                 | Hercule Riendeau           | Union nationale |
| 27e                                                           | 1962–1966 |                 | Laurier Baillargeon        | Libéral         |
| 28e                                                           | 1966–1970 |                 | Laurier Baillargeon        | Libéral         |
| 29e                                                           | 1970–1973 | Paul Berthiaume |                            | Libéral         |
| Dissoute dans Laprairie                                       |           |                 |                            |                 |